# 496
496 (CDXCVI) je bilo prestopno leto, ki se je po julijanskem koledarju začelo na ponedeljek.

## Dogodki
- Bitka pri Tolbiacu med Franki in Alemani, ki se je končala s prepričljivo zmago Frankov
- 1. januar

## Rojstva
- Hildebert I., frankovski kralj († 558)